# Гољак (Јастребарско)
Гољак је насељено место у Републици Хрватској у Загребачкој жупанији. Административно је у саставу Јастребарског. Простире се на површини од 2,47 km²

## Становништво
Према задњем попису становништва из 2001. године у насељу Гољак живела су 84 становника који су живели у 35 породичних домаћинстава. Густина насељености је 34,01 становник на km²
Кретање броја становника по пописима 1857—2001.
| година пописа  | 1857. | 1869. | 1880. | 1890. | 1900. | 1910. | 1921. | 1931. | 1948. | 1953. | 1961. | 1971. | 1981. | 1991. | 2001. |
| бр. становника | 158   | 191   | 214   | 244   | 281   | 283   | 284   | 346   | 336   | 305   | 265   | 243   | 172   | 141   | 84    |